# Zuid-Afrika op de Olympische Winterspelen 1994
Tijdens de Olympische Winterspelen van 1994, die in Lillehammer (Noorwegen) werden gehouden, nam Zuid-Afrika voor de tweede keer deel.

## Deelnemers en resultaten
(m) = mannen, (v) = vrouwen 

### Kunstrijden
| Olympiër           | Discipline | Resultaat | Prestatie                               |
| ------------------ | ---------- | --------- | --------------------------------------- |
| Dino Quattrocecere | mannen     | 24e       | 35,5 p. (korte kür: 23 - lange kür: 24) |

### Shorttrack
| Olympiër    | Discipline | Resultaat | Prestatie               |
| ----------- | ---------- | --------- | ----------------------- |
| Cindy Meyer | 500 m (v)  | 29e       | dnq, vr 8 (4e): 1.17,18 |
| Cindy Meyer | 1000 m (v) | 23e       | dnq, vr 4 (3e): 1.47,85 |

Amerikaanse Maagdeneilanden · Amerikaans-Samoa · Andorra · Argentinië · Armenië · Australië · België · Bermuda · Bosnië en Herzegovina · Brazilië · Bulgarije · Canada · Chili · China · Chinees Taipei · Cyprus · Denemarken · Duitsland · Estland · Fiji · Finland · Frankrijk · Georgië · Griekenland · Groot-Brittannië · Hongarije · IJsland · Israël · Italië · Jamaica · Japan · Kazachstan · Kirgizië · Kroatië · Letland · Liechtenstein · Litouwen · Luxemburg · Mexico · Moldavië · Monaco · Mongolië · Nederland · Nieuw-Zeeland · Noorwegen · Oekraïne · Oezbekistan · Oostenrijk · Polen · Portugal · Puerto Rico · Roemenië · Rusland · San Marino · Senegal · Slovenië · Slowakije · Spanje · Trinidad en Tobago · Tsjechië · Turkije · Verenigde Staten · Wit-Rusland · Zuid-Afrika · Zuid-Korea · Zweden · Zwitserland